# Phytorellus
Phytorellus là một chi bọ cánh cứng trong họ Chrysomelidae.
Chi này được miêu tả khoa học năm 2002 bởi Medvedev & Moseyko.

## Các loài
Chi này gồm các loài:
- Phytorellus latus (Weise, 1923)